# مجبل أسفلت
مجبل أسفلت (بالإنجليزية: Asphalt plant)‏ هو منشأة صناعية تقوم بعملية مزج الأسفلت والمواد الحصوية لإنتاج المجبول الأسفلتي.
وتصنف إلى نوعين مجبل أسفلت ثابت ومجبل أسفلت متنقل

## أجزاء مجبل الأسفلت

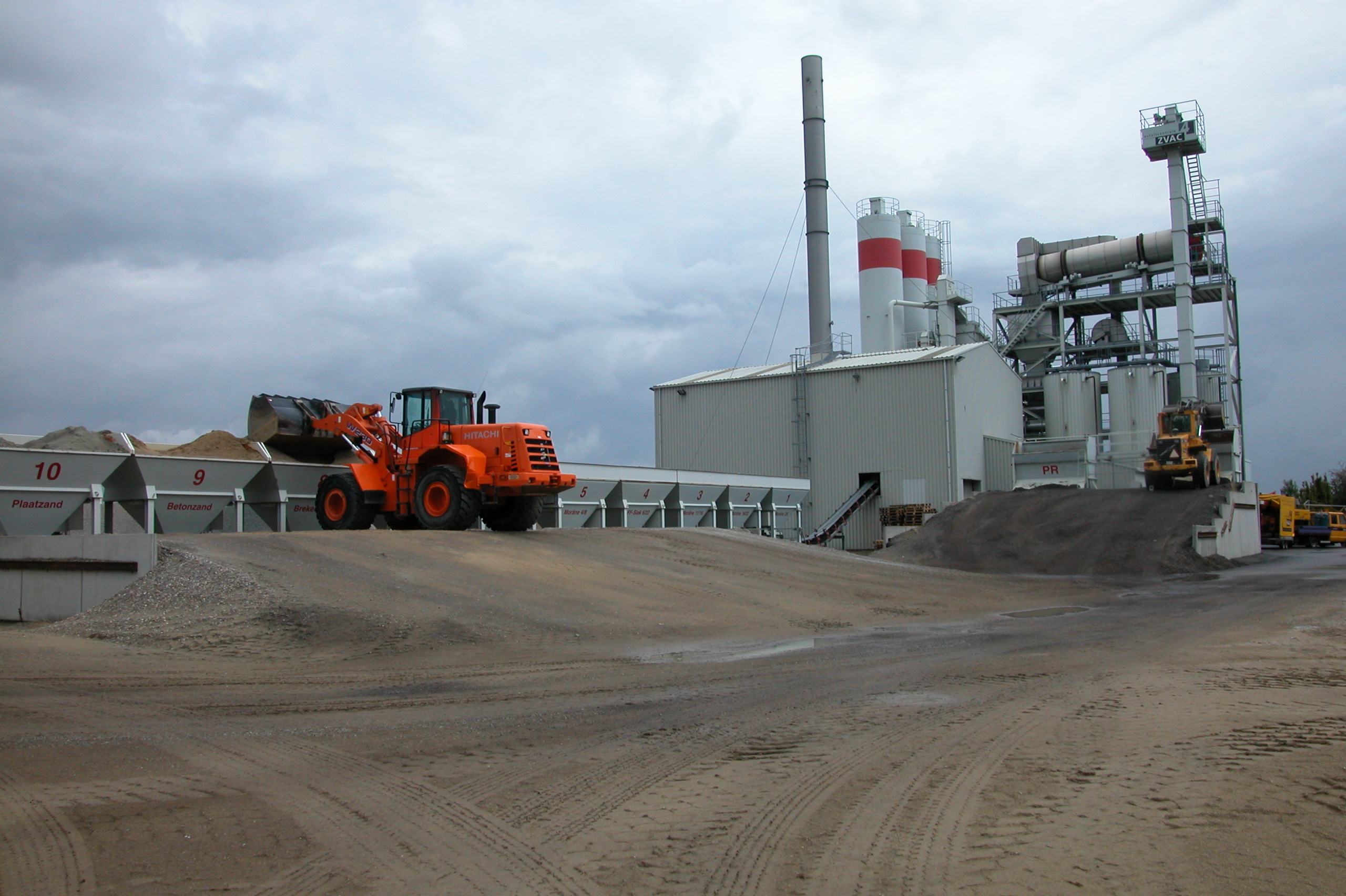
مجبل أسفلت

يتكون مجبل الأسفلت من عدة أجزاء رئيسية وهي:
1. مستودع تخزين الأسفلت وتجهيزات تسخين.
2. مخاريط لتجميع الحصويات حسب تدرجها الحبي (قياس قطرها).
3. ميزان للحصويات وميزان حجمي للأسفلت للحصول على المواصفات المطلوبة.
4. فرن حراري لتجفيف الحصويات وتسخينها لتصل حرارتها إلى حوالي 200 درجة مئوية.
5. غرفة المزج والخلط.
6. مستودع معزول حرارياً لتجميع المجبول الأسفلتي الجاهز للنقل.
7. فلاتر للغبار وللعادم.
8. غرفة مراقبة وتحكم.